# Микрофлора человека
Микрофло́ра (Микробио́та) — множество микроорганизмов (бактерий, архей или низших эукариотов), присутствующих в определённой среде (или образце).
Применительно к человеку, различают микробиоту кожи, кишечника, влагалища, жёлчных путей и других органов.
Микрофлора кишечника человека состоит из нескольких тысяч видов, большинство из которых — бактерии, например кишечная палочка. Другие представители микрофлоры — археи, микроскопические грибы, в частности дрожжи, а также простейшие.
Присутствующая в определённом биотопе совокупность микроорганизмов и вирусов, а также всех генов и их продуктов во взаимосвязи с окружающей средой называется микробиомом.

## Микробиота кишечника
Бактерии кишечника способны переваривать сложные углеводы и другой субстрат, не усваиваемый человеком, при этом производя витамины, короткоцепочечные жирные кислоты (КЖК).

С целью изучения функций генов представителей микрофлоры кишечника человека были организованы два консорциума по изучению микробиоты человека: MetaHIT (Metagenome of Human Intestinal Tract) в Европе и HMP (Human Microbiome Project) в США. Ученые из MetaHIT совместно с BGI (Beijing Genomics Institute, Китай) установили каталог из 3,3 млн преобладающих бактериальных генов в метагеноме кишечника человека.

## Микробиота кожи
Кожа человека представляет собой крупнейший орган человеческого тела, одной из функцией которого является организация физического барьера, препятствующего проникновению чужеродных патогенов, одновременно обеспечивая «экологическую нишу» множеству комменсальных микроорганизмов. В течение всей жизни человека кератинизированные клетки кожи, иммунные клетки и кожная микробиота взаимодействуют между собой для поддержания физического и иммунного кожного барьера, обеспечивая гомеостаз здорового состояния организма, а также защитные саногенетические реакции при многочисленных стрессах, таких как раны или инфекции.

## Микробиота влагалища
В состав нормальной микробиоты влагалища здоровой женщины могут входить более 300 видов бактерий (а не только лактобактерии). Интересен тот факт, что состав микробиоты претерпевает значительные изменения в течение одного менструального цикла (концентрации бактерий могут меняться в миллион и более раз, и это не говорит о нарушениях микробиоты, это вариант нормы). Чаще всего «худшее» состояние микробиоты мы видим сразу после окончания менструации.
В норме во влагалище женщины обитает до ста миллионов бактерий на 1 г вагинальных выделений. Большинство бактерий — лактобактерии. На латинском языке лактобактерии обозначаются Lactobacillus, именно во влагалище должны главенствовать Lactobacillus crispatus, Lactobacillus jensenii, Lactobacillus iners или Lactobacillus gasseri. В обычном мазке (микроскопия мазка) они обозначаются как палочки (если написано, «палочки обильно», это хорошо).

## Микробиота слизистой глаз
Слизистые оболочки глаза в норме содержат небольшое количество микроорганизмов, так как в слёзной жидкости имеется бактерицидное вещество — лизоцим. Постоянными обитателями конъюнктивы являются стафилококки, стрептококки, сарцины. Встречаются также микрококки, актиномицеты, дрожжи и плесневые грибы.

## Микробиота жёлчных путей
Традиционно считалось, что жёлчный проток стерилен, а присутствие в жёлчи микроорганизмов является маркером патологического процесса. Подобное предположение подтверждалось безуспешностью выделения бактериальных штаммов из нормального жёлчного протока. Однако, современными исследователями обосновывается феномен «нормальной микробиоты жёлчных путей», как отдельного функционального слоя стенки билиарного тракта, который защищает жёлчные пути от колонизации экзогенными микроорганизмами. Таким образом, клинические методы сохранения гомеостаза экосистемы нормальной билиарной микробиоты могут быть использованы для предотвращения гепатобилиарных заболеваний и лечения воспалительных заболеваний желчевыводящих путей.

## Микробиота полости рта
Ротовая полость содержит разнообразные бактерии (свыше 700 видов), актиномицеты, грибы, вирусы, простейшие, спирохеты, риккетсии. Большинство представителей микробиоты полости рта являются анаэробными видами.

## Некоторые факты
- Число бактерий в 1 см³ человеческой слюны составляет от десяти миллионов до одного миллиарда[11].
- Число бактерий на поверхности кожи площадью 1 см² у человека в подмышках может достигать восьмидесяти тысяч; число же бактерий на той же площади на сухих местах составляет у человека лишь около двух тысяч[11].
- В лёгких и мочевом пузыре здорового человека бактерий практически нет[11].
- У человека весом 70 кг насчитывается около 30 трлн клеток тела и около 40 трлн микроорганизмов: бактерий, микроскопических грибов и простейших[12].